# Mistrzostwa Europy w Lekkoatletyce 1950 – trójskok mężczyzn
Trójskok mężczyzn był jedną z konkurencji rozgrywanych podczas IV Mistrzostw Europy w Brukseli. Rozegrano od razu finał 23 sierpnia 1950. Zwycięzcą został reprezentant ZSRR Leonid Szczerbakow przed obrońcą tytułu z 1946, Finem Valdemarem Rautio. W rywalizacji wzięło udział szesnastu zawodników z czternastu reprezentacji.

## Rekordy
| Rekord świata     | Naoto Tajima (JPN)       | 16,00 | Berlin, Niemcy | 06.08.1936 |
| Rekord Europy     | Leonid Szczerbakow (SUN) | 15,70 | Moskwa, ZSRR   | 20.07.1950 |
| Rekord mistrzostw | Onni Rajasaari (FIN)     | 15,32 | Paryż, Francja | 04.09.1938 |

## Wyniki
| Miejsce | Zawodnik           | Wynik | Uwagi |
| ------- | ------------------ | ----- | ----- |
| 1       | Leonid Szczerbakow | 15,39 | CR    |
| 2       | Valdemar Rautio    | 14,96 |       |
| 3       | Ruhi Sarıalp       | 44,53 |       |
| 4       | Rune Nilsen        | 14,50 |       |
| 5       | Arne Åhman         | 14,48 |       |
| 6       | Lennart Moberg     | 14,46 |       |
| 7       | Preben Larsen      | 14,35 |       |
| 8       | Robert Bobin       | 14,02 |       |
| 9       | Luís García        | 14,01 |       |
| 10      | Sydney Cross       | 13,97 |       |
| 11      | Drago Petranović   | 13,92 |       |
| 12      | Henk van Egmond    | 13,90 |       |
| 13      | Felix Würth        | 13,85 |       |
| 14      | Joanis Palamiotis  | 13,64 |       |
| 15      | Alojz Zagorc       | 13,64 |       |
| 16      | Paul Willain       | 13,26 |       |